# Faisal Al-Dosari
Faisal Aziz Al-Dosari (8 ottobre 1968 – 19 febbraio 2021) è stato un calciatore bahreinita, di ruolo difensore.

## Carriera

### Club
Ha sempre giocato nel campionato bahreinita.

### Nazionale
Con la maglia della propria nazionale ha esordito nel 1997 e preso parte alla Coppa d'Asia 2004.